# خط کمانی تهیگاهی
خط کمانی (به انگلیسی: Arcuate line) تهیگاهی یک مرز گرد و صاف در سطح درونی استخوان تهیگاهی است. بلافاصله از حفره تهیگاهی و ماهیچهٔ تهیگاهی پایین‌تر است.
بخشی از مرز ورودی لگن را تشکیل می‌دهد.
در ترکیب با خط پکتینال، خط تهیگاهی-پکتینال را تشکیل می‌دهد.
خط کمانی مرز بین بدن (corpus) و بال (ala) تهیگاه را مشخص می‌کند و با حرکت در بخش زیرین، جلویی و میانی از سطح گوش‌مانند به ناحیه مربوط به حفره حقه‌ای، همچنین نشان‌دهندهٔ محل انتقال وزن از مفصل خاجی-تهیگاهی به مفصل ران است.

## نگارخانه

موقعیت خط کمانی تهیگاهی به رنگ قرمز نشان داده شده است.
نمای نزدیک
لگن با خط تهیگاهی-پکتینال با رنگ قرمز مشخص شده است.